# جینجر لین
جینجر لین آلن (انگلیسی: Ginger Lynn Allen زاده ۱۴ دسامبر ۱۹۶۲ راکفورد، مینه‌سوتا) هنرپیشه فیلم‌های بزرگسالان در دهه ۱۹۸۰ میلادی است. او همچنین گهگاه نقشهایی در فیلمهایی با درجه B بر عهده می‌گرفت. AVN در رنکینگ ۵۰ ستاره جاودان فیلم‌های پورنو او را در رتبه ۷ قرارداده‌است. پس از پایان کاردر صنعت ساخت فیلم‌های پورنوگرافی او با استفاده از نام کاملش «جینجر لین آلن» در مجموعه‌ای از فیلم‌های سری B بازی کرد. بعدها او مجدداً به دنیای فیلم‌های پورنوگرافی برگشت و یک سری سریال‌های کوتاه را ساخت. در خلال ۲ سال کاری او به دور آمریکا سفرهایی را انجام داد و مصاحبه هائی برای شوهای رادیوئی در مورد داستان‌های سکسی انجام داد.

## شغل فیلم‌های پورنو
جینجر لین آلن پس از سکته قلبی پدربزرگش به کالیفرنیا نقل مکان کرد. پس از مرگ پدربزرگش، یکی از دوستان مردش با او زندگی کرد و او اولین دوست پسر زیبای او بود. آلن احتیاج به یک حامی قوی مالی و شغلی با درآمد بالا را داشت؛ بنابراین زمانی که او درخواست آژانس جهانی مد را در سپتامبر ۱۹۸۳ جهت کار پذیرفت، فوراً پیشنهاد شرکت پنت هاوس را هم پذیرفت؛ و این آغاز ظهور او در صنعت پورنوگرافی بود.

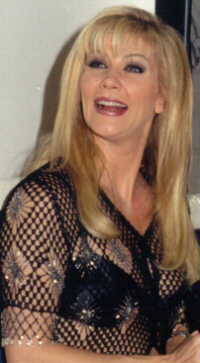

آلن در تعدادی کار به عنوان مدل عریان ظاهر شد و سپس در دسامبر سال ۱۹۸۳ در تعدادی فیلم سکسی با نام جینجر آلن بازی کرد. اولین نقشش در فیلم «رهاشده در بهشت» را در هاوائی بازی کرد. جایی که با جری باتلر آشنا شد و جشن تولد ۲۱ سالگیش را گرفت. آلن به سرعت محبوبیت یافت، و در نهایت تبدیل به یکی از بزرگ‌ترین ستاره‌های تاریخ صنعت پورنوگرافی شد، و در ۶۹ فیلم هاردکور بازی کرد. او خط تولید فیلم خودش را در شرکت ویوید انترتاینمنت با کمک کارگردان بروس سِوِن راه اندازی کرد. در ۱۹۸۵ از سوی AVN (اخبار ویدئوئی خاص بزرگسالان) به عنوان ستاره نوظهور سال برگزیده شد. واز سوی XRCO و AVN در تالار مشاهیر پذیرفته شد. بهترین کار آلن که برایش جوایز بسیاری را به ارمغان آورد فیلمی بودبا نام «۱۰ باکره کوچک». از دیگر کارهای نمایان او فیلمی است که با همسایه منزل و بازیگر فیلم‌های پورنو تام بایرون همبازی بود، نام فیلم «تجارت کینکی» بود؛ و دیگری «پارتی خواب» به همراه اِریک اِدواردز بود.
در زمان اوج کارهایش بین سال‌های (۱۹۸۴ تا ۱۹۸۶) در صنعت مدل، پس از خواننده موسیقی پاپ مَدونا در جایگاه دوم قرارداشت. قسمتی از توجه مردم به کارهای اولیه اش باعث شد تا به انواع دیگر سکس مثل سکس مقعدی و سکس همزمان با دو مرد نیز بپردازد. در ابتدای دهه ۱۹۸۰ میلادی بازار فیلم‌های پورنو نسبتاً جانیفتاده بود. خصوصاً برای نام‌های بزرگ مثل او. او به‌طور عادی در فیلمهایی که همجنس گرائی زنانه در آن‌ها بود هم ظاهر شد؛ که این صحنه هارا به‌طور تفریحی بازی می‌کرد. کار جینجر آلن با ابتکار یک کار دیگر هم بسیار برجسته شد؛ و آن هم اختراع برنامه جدیدی بود با عنوان «صحبتهای بد». همچنین او اولین دختر از سوی شرکت ویوید اینترتینمنت بود که به عنوان «ویوید گرل» انتخاب شد. آن هم با غلبه بر تریسی لُردز. اما بعدها به برتری و توانائی تریسی لردز در سکس اذعان کرد؛ ولی حاضر نشد باوی در فیلم‌ها همبازی بشود. هرچندکه بالاخره بایکدیگر به مصالحه رسیدند. همچنین در همین زمان ازسوی اداره درآمدهای داخلی متهم به تقلب در پرداخت مالیات شد. جینجر حداقل ۶ صحنه سکس داغ با ستاره افسانه‌ای پورن جان هُلمز دارد.
در فوریه ۱۹۸۶ آلن تصمیم گرفت تا ساخت فیلم‌های پورنو را متوقف کند و با استفاده از نام کاملش، تلاشی را برای ورود به صنعت ساخت فیلم‌های خانوادگی آغاز کرد. او در تعدادی فیلم غیر پورنو در تلویزیون، شوهای تلویزیونی و بازی‌های رایانه‌ای به عنوان صداپیشه ظاهر شد.
او در سال ۱۹۹۹برای ۳ فیلم به با نام‌های «پاره شده» (۱۹۹۹) «رعد سفید»(۲۰۰۰) و «هیجان هوکر جدید ۶» (۲۰۰۰) به دنیای فیلم‌های پورنو بازگشت. در دسامبر ۲۰۰۵، جینجر لین در فیلم «پای آمریکائی: اردو گروه» (۲۰۰۵) در نقش مکمل با عنوان پرستار ساندرز بازی کرد. در مارس ۲۰۰۶ او در برنامه رادیو سیریوس ساتلایت رادیو وابسته به رادیو پلی بوی با عنوان شو «تلفنهای شبانه رادیو» حضور یافت. در این برنامه با بازیگر زن دیگر فیلم‌های پورنو کریستی کانیون همکار بود. در ژوئن ۲۰۰۷ او در ۲ تارنمای سایت kink.com برای سکس و تهیه‌کنندگی حضور یافت. در سال ۲۰۰۸ آلن در ۲ فیلم پورنو با نام‌های «مادِرفاکرهای کثیف فاسد» به همراه جیمز دین که ۲۴ سال از وی کوچکتر بود و فیلم دیگری به نام «فرصت بازیگران ۴» به همراه تام بایرون بازی کرد.

## زندگی شخصی

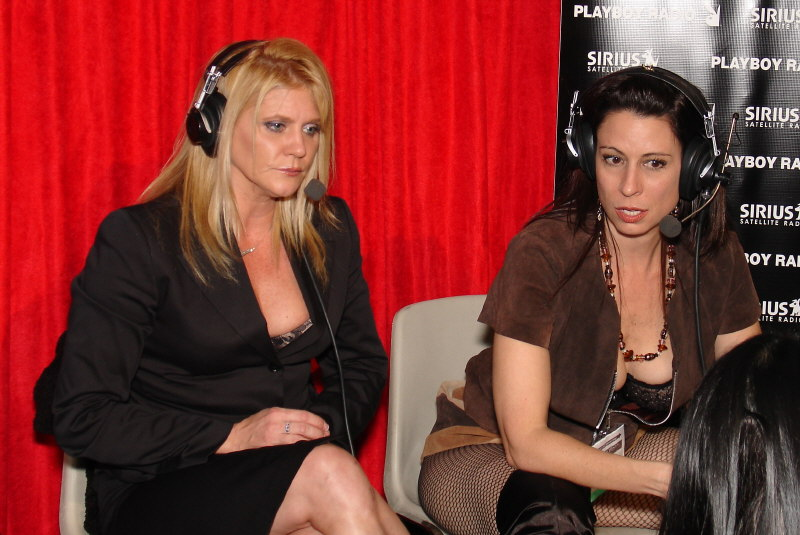

در سال ۱۹۹۱ جینجر آلن محکوم به تقلب در پرداخت مالیات شد و ۴ ماه و ۱۷ روز را در زندان سپری کرد. سپس به مرکز بازپروری برای ترک اعتیاد از کوکائین رفت. در مصاحبه‌ای در سال ۲۰۰۳ او خود را مادر مجردی دارای فرزندی ۵ ساله عنوان کرد.
جینجر برای مدت طولانی با مجری رادیوی لس آنجلس رالف گارمن رابطه نزدیکی داشت. برای ۲ سال هم با چارلی شین بازیگر هالیوود رابطه داشت از ۱۹۹۰ تا ۱۹۹۲. زمانی که هر دو آنان برای ترک اعتیاد اقدام کرده بودند. چارلی شین و مارتین شین با ارسال نامه‌های جداگانه‌ای به دادگاه حمایتشان را از جینجر آلن اعلام داشتند.

## سلامتی
آلن در سال ۲۰۰۰ مبتلا به سرطان گردن رحم شد؛ و سپس مجبور به خارج کردن رحم و انجام شیمی درمانی شد تا از شر مریضی راحت شد.

## فیلمهای پورنو
- «بازگشت» (Taken) (۲۰۰۱) جایزه AVN بهترین هنرپیشه سال ۲۰۰۲
- «ده باکره کوچک» (۱۹۸۵) جایزه AVN بهترین صحنه سکس دونفری سال ۱۹۸۶.
- «پروژه جینجر» (۱۹۸۵) جایزه AVN بهترین هنرپیشه فیلم‌های ویدئوئی ۱۹۸۶.
- "موج جدید هوکرهاً (۱۹۸۵)
- «تجارت کینکی» جایزه AVN بهترین سکس دونفره با تام بایرون ۱۹۸۵.
- «شهوت الکتریکی ۲۸» (۱۹۸۵).
- «پارتی خواب» (۱۹۸۴) جایزه AVN بهترین سکس دونفری با اریک ادوارد.
- «تالاب صورتی» (۱۹۸۴)
- «رها شده در بهشت»(۱۹۸۴)

## شغل مدیا

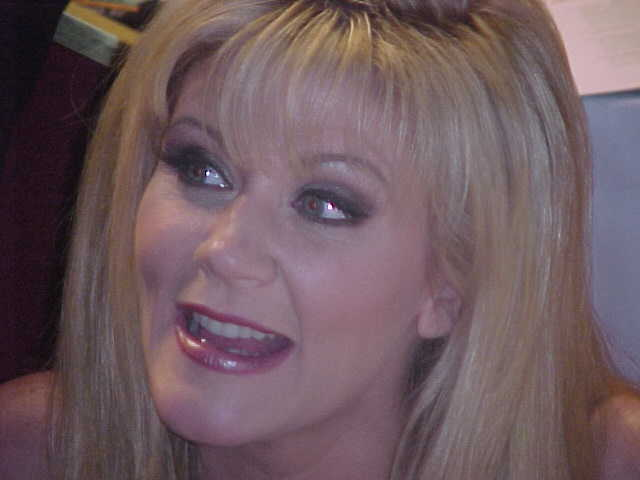

- «هجو ملی وان ویلدر بزرگ شدن مناره»(۲۰۰۷)
- "بوسه‌ها و جهشهاً (نگاه کنید به استخر آمریکائی) (۲۰۰۶)
- «پای آمریکائی اردوی گروه» (۲۰۰۵)
- «نجات ویرژیل» (۲۰۰۴)
- «زادگان شیطان: افسانه یکشنبه ۳۱ اکتبر»(Samhain)(۲۰۰۳)
- «استقلال» (۲۰۰۰)
- «آخرین نیمه شب» (۱۹۹۹)
- "خدای مردان تنهاً (۱۹۹۶)
- «غریبه» (۱۹۹۵)
- «تابو نهائی» (۱۹۹۵)
- «دسته مشکل ساز» (۱۹۹۳)
- «مشکل محدودیت» (۱۹۹۳)
- «ذهن، بدن و روح» (۱۹۹۲)
- «ژاکت چرمی» (۱۹۹۲)
- «باند و گجد: یک داستان عشقی» (۱۹۹۲)
- «آکادمی فساد قسمت سوم» (۱۹۹۱)
- «فاحشه» (۱۹۹۱)
- «اسلحه‌های جوان ۲» (۱۹۹۰)
- "قبرکن تنهاً (۱۹۹۰)
- «آکادمی فساد۲» (۱۹۹۰)
- «هالیوود بلوار۲» (۱۹۸۹)
- «سِلیو / لِو» (۱۹۸۹)
- «کتاب داستان اِستان» (۱۹۸۹)
- «آکادمی فساد» (۱۹۸۹)
- «دکتر آلین» (۱۹۸۹)
- «مرد وحشی» (۱۹۸۹)

## تلویزیون
- پوست (۲۰۰۳)
- شیاطین ابریشمی (۱۹۹۴)
- شهوت NYPD (۱۹۹۳)
- قدرت زیاد (۱۹۹۱)
- صدای آرام سگ (۲۰۱۰)

## دیگر کارها
- بازی کامپیوتری بال‌های فرمانده ۳ قلب ببر، و پیامبر در نقش رئیس تکنسین‌ها را شل کوریولیس.
- برنامه تلفن‌های شبانه در رادیو پلی بوی به همراه کریستی کانیون.
- همچنین عکس‌های او در مجله‌های پلی بوی، سینما بلو، چری، کلاس بالا، کلاب بین‌المللی و کارآگاه مشهور چاپ شده‌است.
- مجری «جینجر لین شو» در رادیو «ک سکس» KSex در لس آنجلس.
- چهره جلد آلبوم گروه متالیکا به نام ورق زدن صفحه. در این عکس او به عنوان یک فاحشه جاده‌ای به همراه فرزندش ظاهر شده.

## جوایز
- ۱۹۸۴. فستیوال XRCO. به عنوان بهترین بازیگر سال.
- ۱۹۸۴. فستیوال XRCO. بهترین پتیاره ویدئویی.
- ۱۹۸۴. فستیوال XRCO. بهترین بازیگر زن سال.
- ۱۹۸۵. فستیوال AVN. بهترین بازیگر زن سال.
- ۱۹۸۵. فستیوال AVN. بهترین سکس دو نفره به همراه تام بایرون برای فیلم تجارت کینکی.
- ۱۹۸۶. فستیوال AVN. بهترین بازیگر زن برای فیلم «پروژه جینجر»
- ۱۹۸۶. فستیوال AVN. بهترین سکس دونفره به همراه اریک ادواردز برای فیلم پارتی خواب.
- ۱۹۹۲. F.O.X.E. بازیگر برگزیده همه دوران.
- ۲۰۰۰. فستیوال XRCO. بهترین صحنه سکس زن با زن برای فیلم دریده شده به همراه کلوِ.
- ۲۰۰۲. فستیوال AVN. بهترین بازیگر زن برای فیلم Taken